# مبارزان خیابانی (فیلم ۱۹۹۲)
«مبارزان خیابانی» (انگلیسی: Street Fighter (1992 film)) یک فیلم است که در سال ۱۹۹۲ منتشر شد.